# Flugplatz Dresden-Kaditz

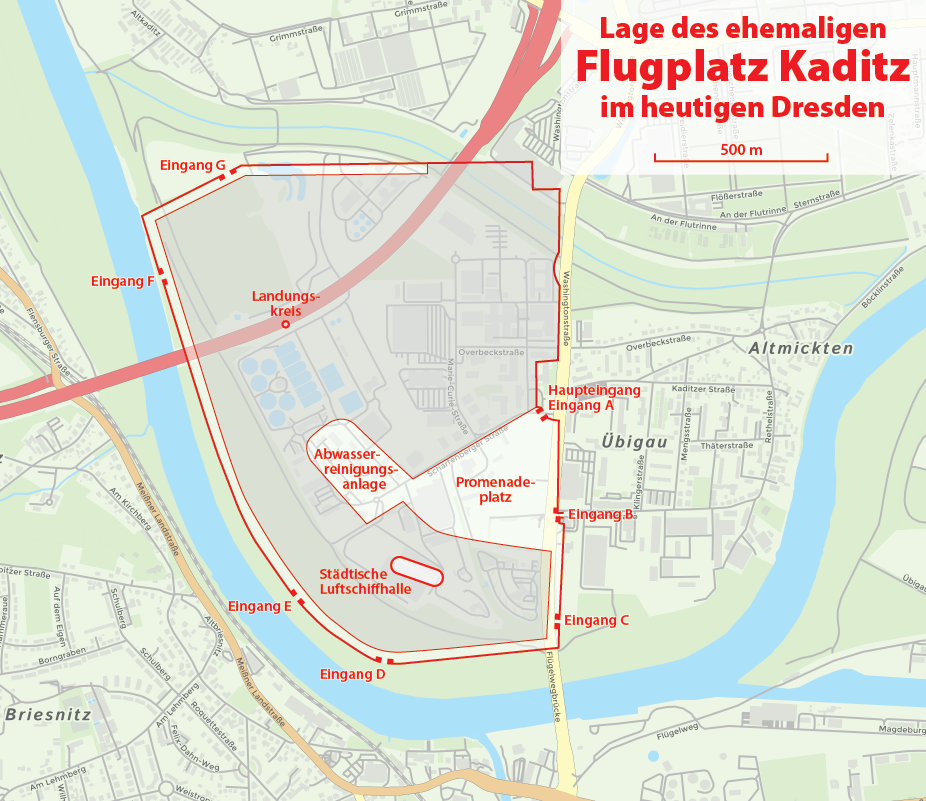
Lageplan des Flugplatzes Dresden-Kaditz um 1916
eingetragen auf einer Kartengrundlage von 2017

Der Flugplatz Dresden-Kaditz war ein Flugplatz im Dresdner Stadtteil Kaditz. Am 26. Oktober 1913 wurde er als einer der weltweit ersten städtisch betriebenen Flugplätze in Anwesenheit von König Friedrich August III. von Sachsen als „Land- und Wasser-Flugplatz Dresden“ feierlich eingeweiht und sowohl von Luftschiffen als auch Flugzeugen genutzt. Zwei Tage zuvor wurde als wesentlicher Bestandteil die städtische Luftschiffhalle in Betrieb genommen. Schon in der Planung im Februar 1913 wurde das Flugplatzgelände in einen städtischen südlichen Bereich und in einen militärischen nördlichen Bereich geteilt. Von der hier geplanten militärfiskalischen Schleusenhallenanlage für Luftschiffe wurde 1914/15 nur eine feststehende Bergehalle errichtet. Als Flugpionier nutzte Hermann Reichelt den Platz für seine Flugzeugproduktion, seine Testflüge und Flugvorführungen, bei einer derer er 1914 hier tödlich verunglückte.
Im Ersten Weltkrieg wurde der gesamte Platz militärisch genutzt, anschließend auch für den Luftpostverkehr. Aufgrund der im Versailler Vertrag getroffenen Regelungen zur Demilitarisierung mussten bis 1921 beide Luftschiffhallen abgerissen werden. Aufgrund seiner ungünstigen Lage im Elbtal wurde der Flugplatz aufgegeben. Ein Abschlussflugtag fand am 26. April 1926 statt, der Linienflugverkehr wurde am 5. Juli 1926 eingestellt. Seine Aufgaben übernahm der neue, historisch der zweite, Flughafen Dresdens auf dem Dresdner Heller. Endgültig eingestellt wurde der Flugbetrieb im September 1927, die Flugplatzanlagen fanden zum Teil an dem neuen Standort weitere Verwendung. Die Fläche des Flughafens ist heute u. a. von der Erweiterung der Kläranlage Dresden-Kaditz, mit Kleingärten und einem Autohof belegt.

## Vorgeschichte

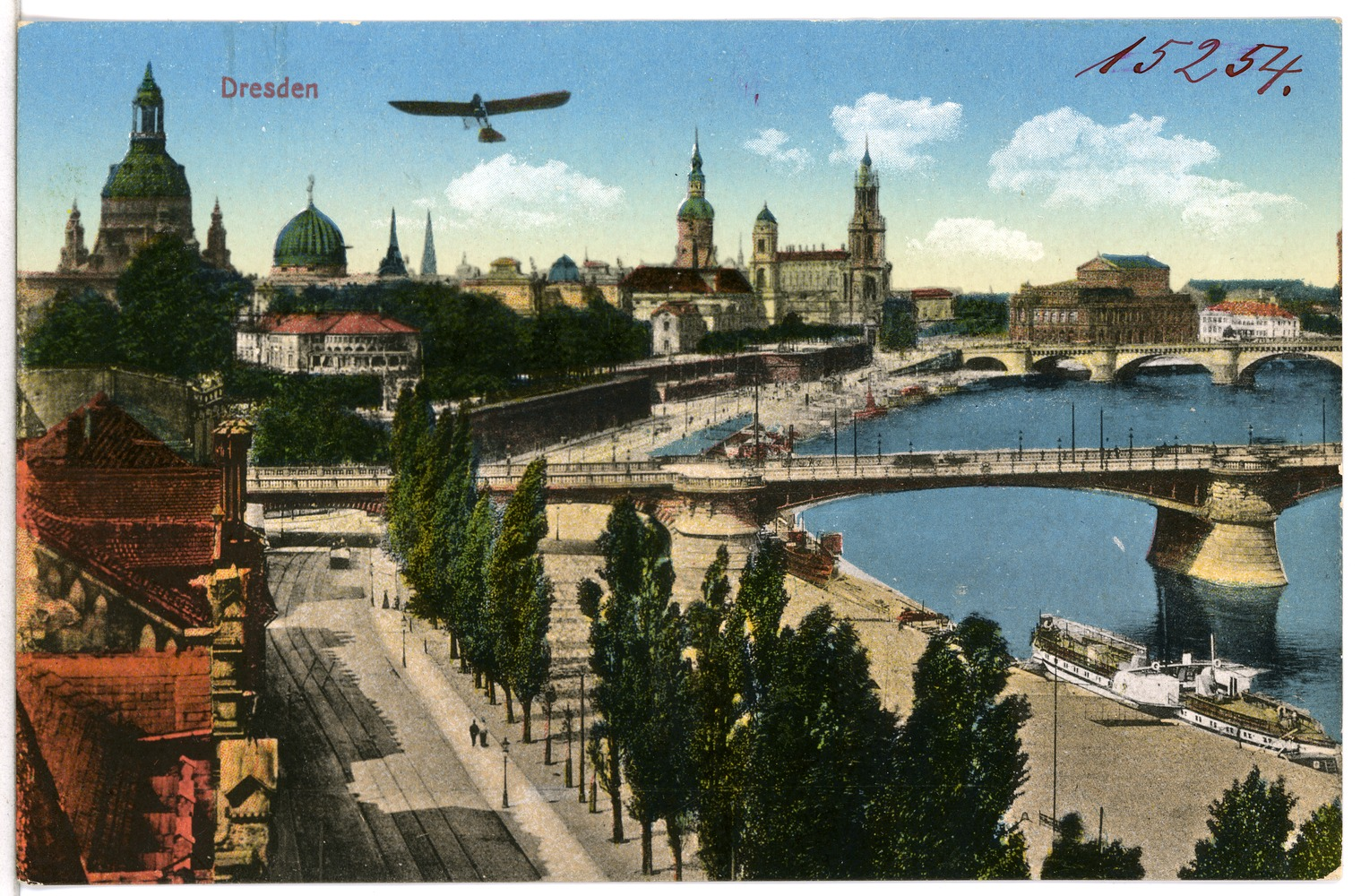
Silhouette der Dresdner Altstadt mit einem Eindecker über ihr (1912)

Im Jahr 1901 gründete sich der „Sächsische Verein für Luftschiffahrt“, der die Freiballonfahrt fördern wollte. Vor allem nach 1907 stiegen an Wochenenden, wenn das Wetter es zuließ, Freiballons auf, für die ab 1909 zwei Ballonaufstiegsplätze gebaut wurden: Der eine befand sich in der Nähe von Weißig bei Nünchritz, der andere in der Mitte der neuen Pferderennbahn in Dresden-Seidnitz.
Neben Ballonaufstiegen experimentierte vor allem der Flugpionier Hermann Reichelt 1909/10 mit selbstgebauten Drachenfliegern und Motorflugzeugen und nutzte dafür den Dresdner Heller. Am 24. November 1909 gelang ihm ein Gleitflug von 72 Metern Länge in 16 Metern Höhe, das war der weiteste Schwebeflug, der damals in Europa gemessen wurde. Im Herbst 1910 starteten Hans Grade und Oswald Kahnt vom Heller aus und erreichten 300 Meter Höhe über der nördlichen Neustadt. Beide nutzten 1911 den Pferderennplatz und die Dresdner Vogelwiese für ihre Flüge.
Im Wesentlichen wurde allerdings Dresden gemieden, da eine geeignete Piste für Starts und Landungen der damals bruchgefährdeten Maschinen fehlte. Auch Luftschiffe – das erste Luftschiff, die Parseval PL 6 kam am 12. Juli 1910 nach Dresden, der erste Zeppelin, der LZ 11 „Viktoria Luise“ der DELAG, landete am 18. August 1912 in Dresden – hielten sich bei diesen Besuchen nur Stunden auf, solange es keinen befestigten Landeplatz und eine Wartungshalle gab.

## Planungen

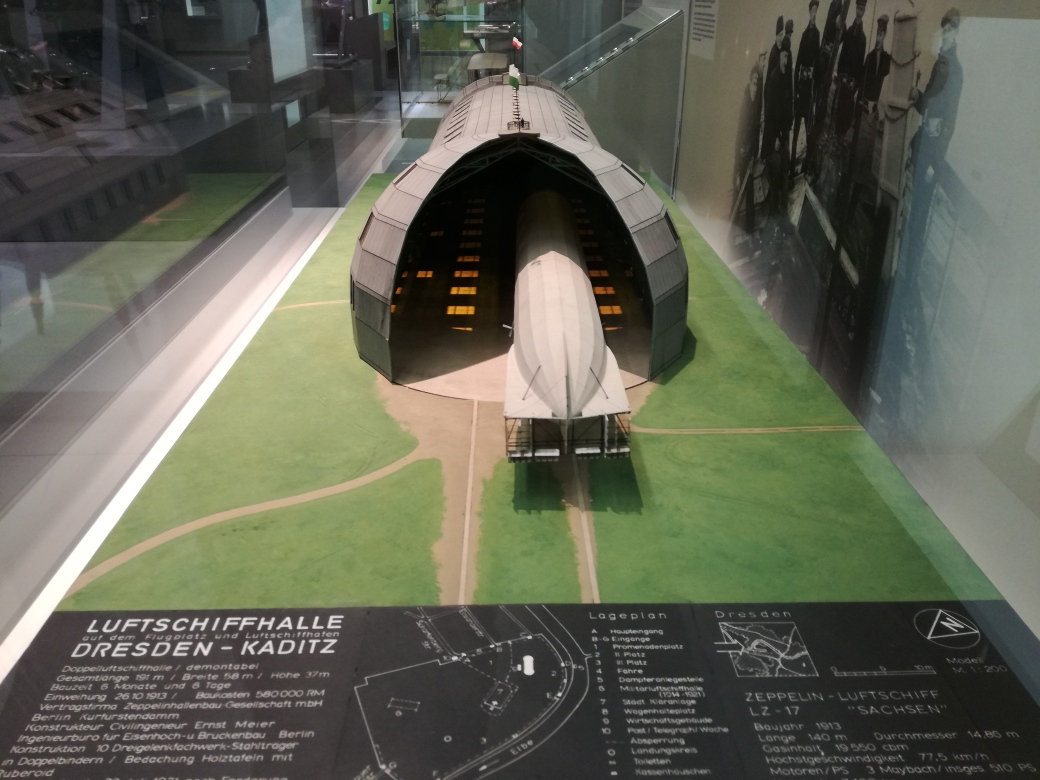
Modell der Luftschiffhalle des Flugplatzes Dresden-Kaditz mit LZ 17 im Verkehrsmuseum Dresden (Maßstab 1:200)

Obwohl nur vier Standorte zur Auswahl standen (u. a. am Heller und in Seidnitz), beauftragte die Stadt ab 1911 dennoch Gutachten und Vergleiche. Als besonderes Problem erwies sich die Finanzierung, sodass der Rat der Stadt Dresden am 29. Oktober 1912 beschloss, einen Flugplatz mit einer Luftschiffhalle in städtischem Eigentum und durch die Stadt betrieben anzulegen. Damit schieden alle Standorte außerhalb der damaligen Stadtgrenzen aus und das Gelände zwischen Kaditz und Übigau wurde ausgewählt, obwohl sich auf dem Gelände bereits die 1907–1910 errichtete Kläranlage Dresden-Kaditz von Hans Erlwein befand – mit hohem Fabrikschlot. Entscheidend für diesen Standort war der städtische Grundbesitz dieses Geländes, der durch Zukäufe arrondiert werden konnte, wie auch die Nutzung der Elbe als Wasserlandefläche und der Elbwiesen als Notlandeplätze.
Im April 1913 erfolgte die Vertragsunterzeichnung zum Bau der städtischen Luftschiffhalle am Elbufer. Auftragnehmer war die Luftschiffbau Zeppelin G.m.b.H., Abteilung Luftschiffhafenbau, aus der im Mai 1913 die in Berlin ansässige Zeppelin Hallenbau Gesellschaft m.b.H. herausgelöst wurde. Konstrukteur und Subunternehmer für den Bau der Halle war das Ingenieurbüro von Zivilingenieur Ernst Meier in Berlin. In einer Rekordzeit von sechs Monaten und sechs Tagen wurde die 191 Meter lange, 58 Meter breite und 37 Meter hohe Halle errichtet, die zwei Zeppeline gleichzeitig aufnehmen konnte. An beiden Stirnseiten waren je zwei halbrunde Drehtore angebracht, die auf Schienenhalbkreisen liefen. Im Inneren waren Laufstege und Schächte zur Versorgung der Luftschiffe mit Wasserstoffgas untergebracht. 900 Tonnen Eisen wurden für die riesigen Bögen verbraucht, von außen war die Halle mit Holz und Ruberoid-Pappe gedeckt, die Fenster bestanden aus gelbem Drahtglas, dessen Färbung die für die Ballons schädliche Sonnenstrahlung abhalten sollte. Hinzu kamen ein Aufenthaltsraum für Passagiere und das Büro.
Das eigentliche Flugfeld hatte ein Ausmaß von 1000 mal 750 Meter und erstreckte sich längs der Elbe, südlich der Kläranlage. Eingezäunt wurde jedoch ein erheblich größeres Areal (insgesamt 5600 Meter Bretterzaun), der Haupteingang befand sich an der Scharfenberger Straße und diente auch der Wagenzufahrt. Weitere Zugänge waren Fußgängern vorbehalten. Östliche Grenze war an der heutigen Washingtonstraße, die westliche lag jenseits der heutigen Autobahntrasse. Außerdem entstanden entlang des Zaunes Kassenhäuschen und Tribünen, die bei den geplanten Flugschauen Besuchern einen besseren Überblick über das Geschehen verschaffen sollten.
Etwa um dieselbe Zeit wurde dort eine Kompanie des Königlich-Preußischen Luftschiffer-Bataillons Nr. 3 unter Leitung des sächsischen Hauptmanns Gaissert stationiert. Daraus ging später die Kaserne in Übigau hervor.
Am 24. Oktober 1913 konnte die Halle übergeben werden, einen Tag später traf LZ 17 „Sachsen“ erneut ein, dieses Mal jedoch für einen längeren Aufenthalt.

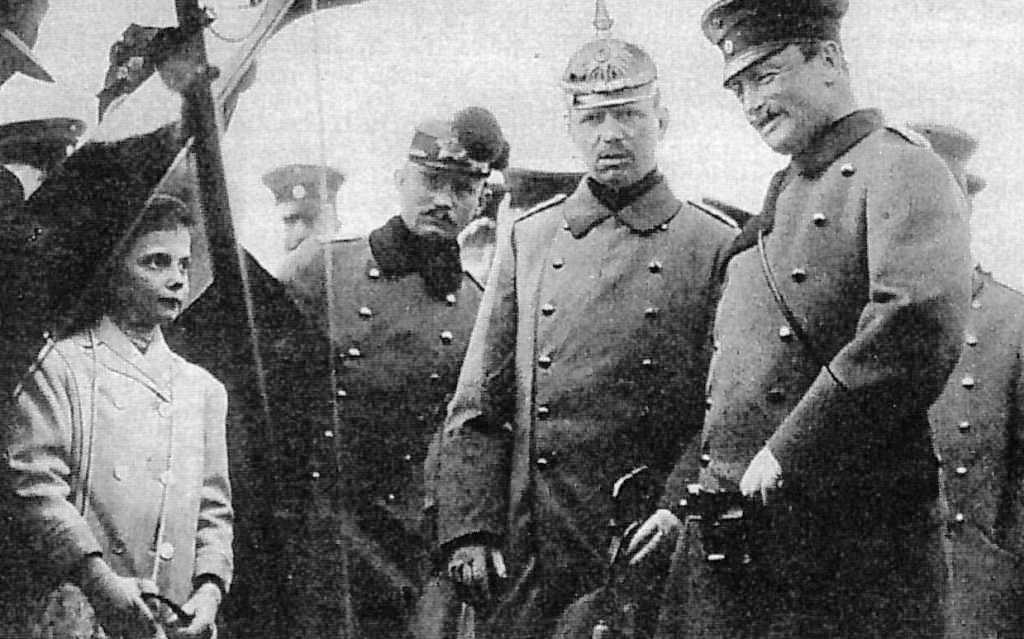
König Friedrich August III. (rechts) bei der Einweihung des Flugplatzes am 26. Oktober 1913

Zwei Tage später, am 26. Oktober, erfolgte die Einweihung des Kaditzer Flugplatzes, offiziell als Städtischer Land- und Wasser-Flugplatz Dresden bezeichnet, durch Oberbürgermeister Otto Beutler im Beisein König Friedrich Augusts III., zahlreicher Ehrengäste und Tausender Dresdner. Den Ehrengästen wurde auch eine Fahrt (zugleich deren 200. Fahrt) mit LZ 17 in Richtung Sächsische Schweiz angeboten, von der 15 Personen Gebrauch machten. Nach der Rückkehr konnten die Besucher das Luftschiff und die Halle besichtigen, Ein- und Doppeldecker sowie Etrich Tauben zeigten Flugkünste. Zugleich wurde eine Elbfähre nach dem gegenüberliegenden Stadtteil Cotta in Betrieb genommen, die bis nach dem Ersten Weltkrieg existierte.
Ferdinand von Zeppelin war ebenfalls eingeladen worden, konnte jedoch nicht teilnehmen und sandte tags darauf ein Glückwunschtelegramm:

„+++ fuer die mir namens des rats der stadtverordneten und buergerschaft zu dresden nach gluecklicher weihe des luftschiffhafens uebermittelte begruessung herzlichsten dank. mit dem ausdruck meiner frohen zuversicht, dass sich die gebrachten opfer und das meiner sache bewahrte vertrauen fuer dresden reichlich lohnen werden. graf zeppelin +++“

## Bis 1920

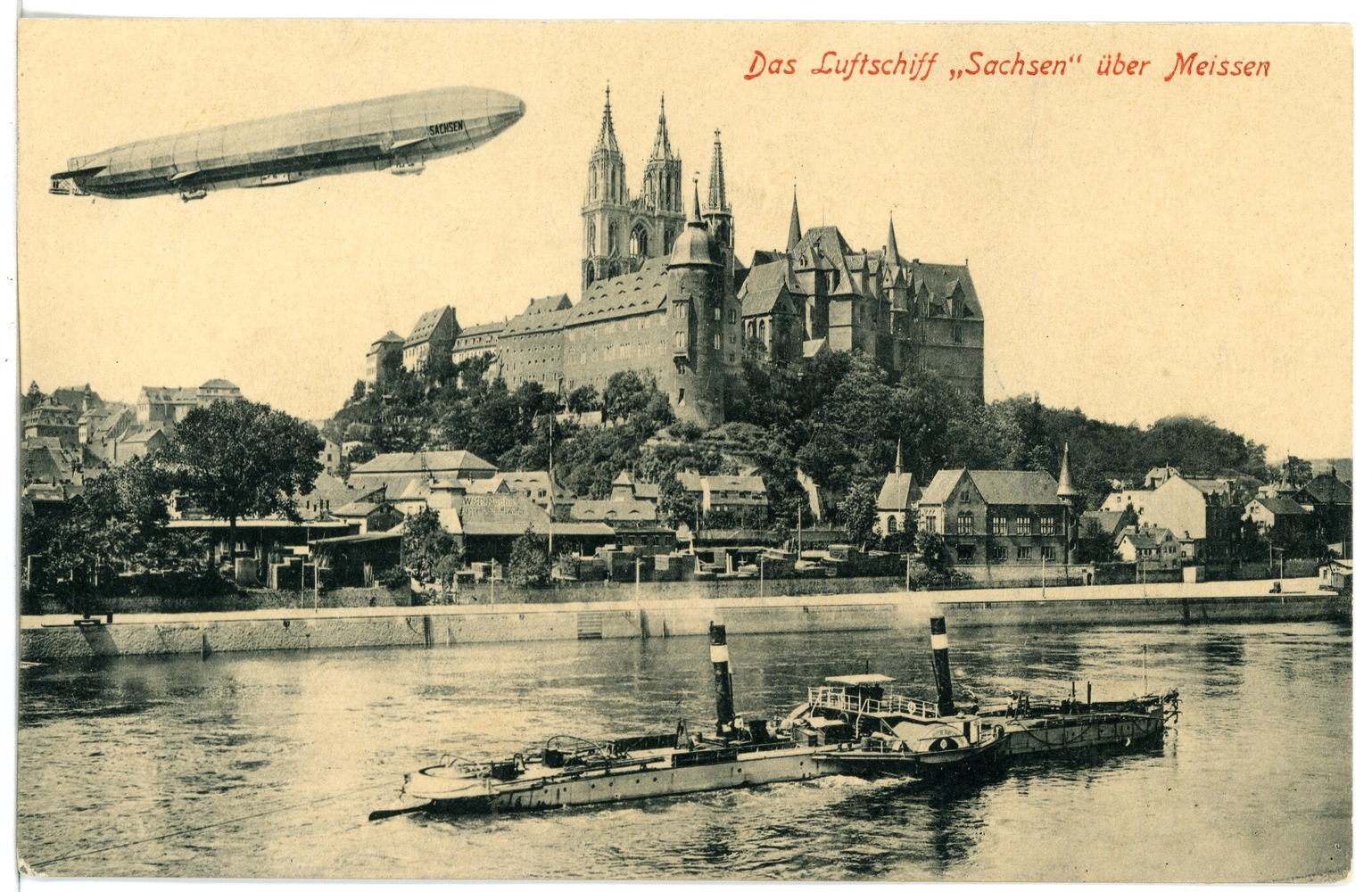
LZ 17 „Sachsen“ während der Eröffnungsfahrten vom Flugplatz Dresden-Kaditz aus im Oktober 1913 über Meißen

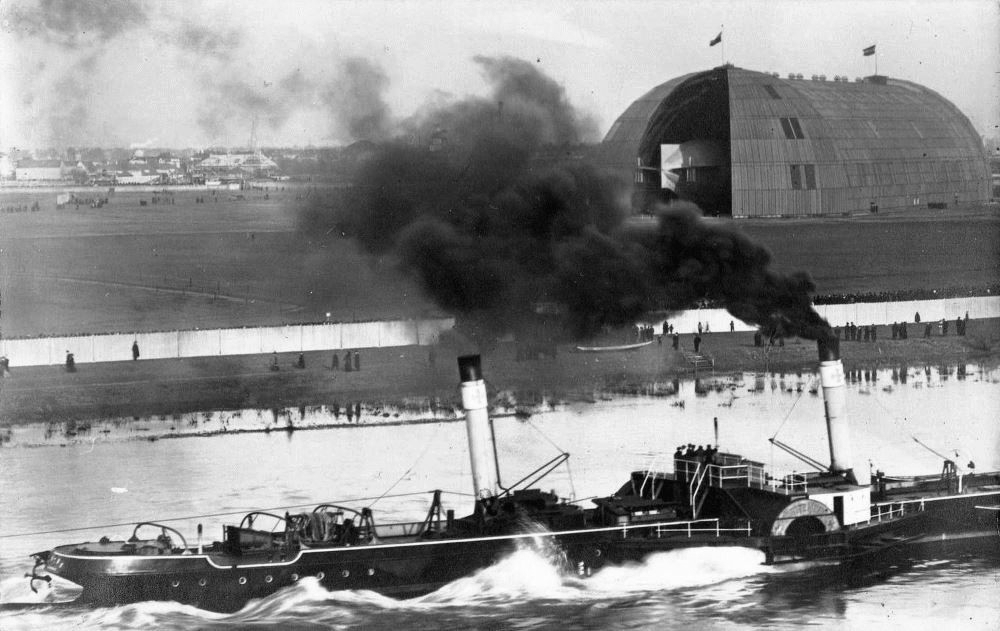
Städtische Luftschiffhalle auf dem Flugplatz Dresden-Kaditz

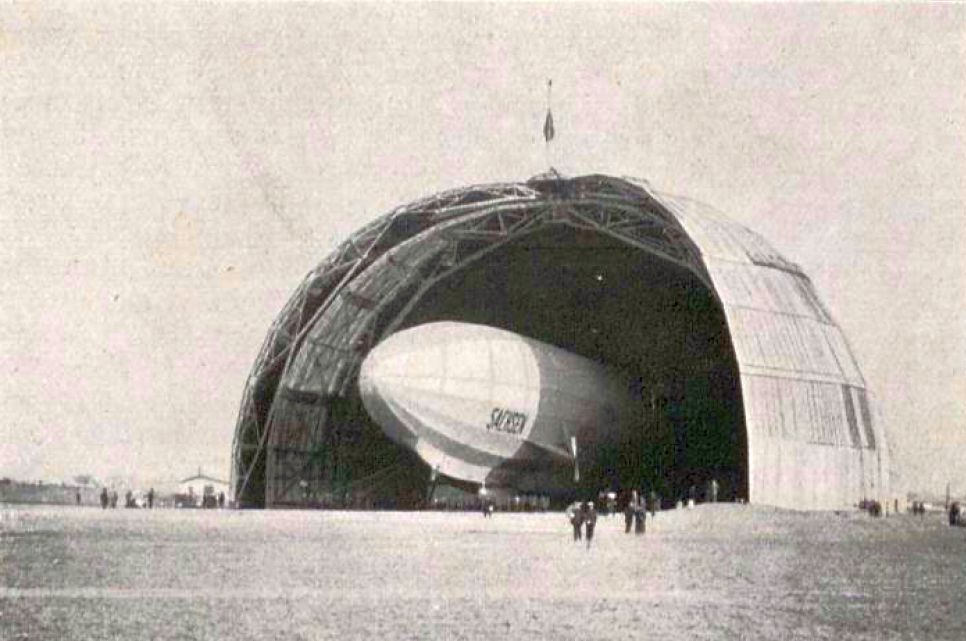
Ballonhalle auf dem Flugplatz

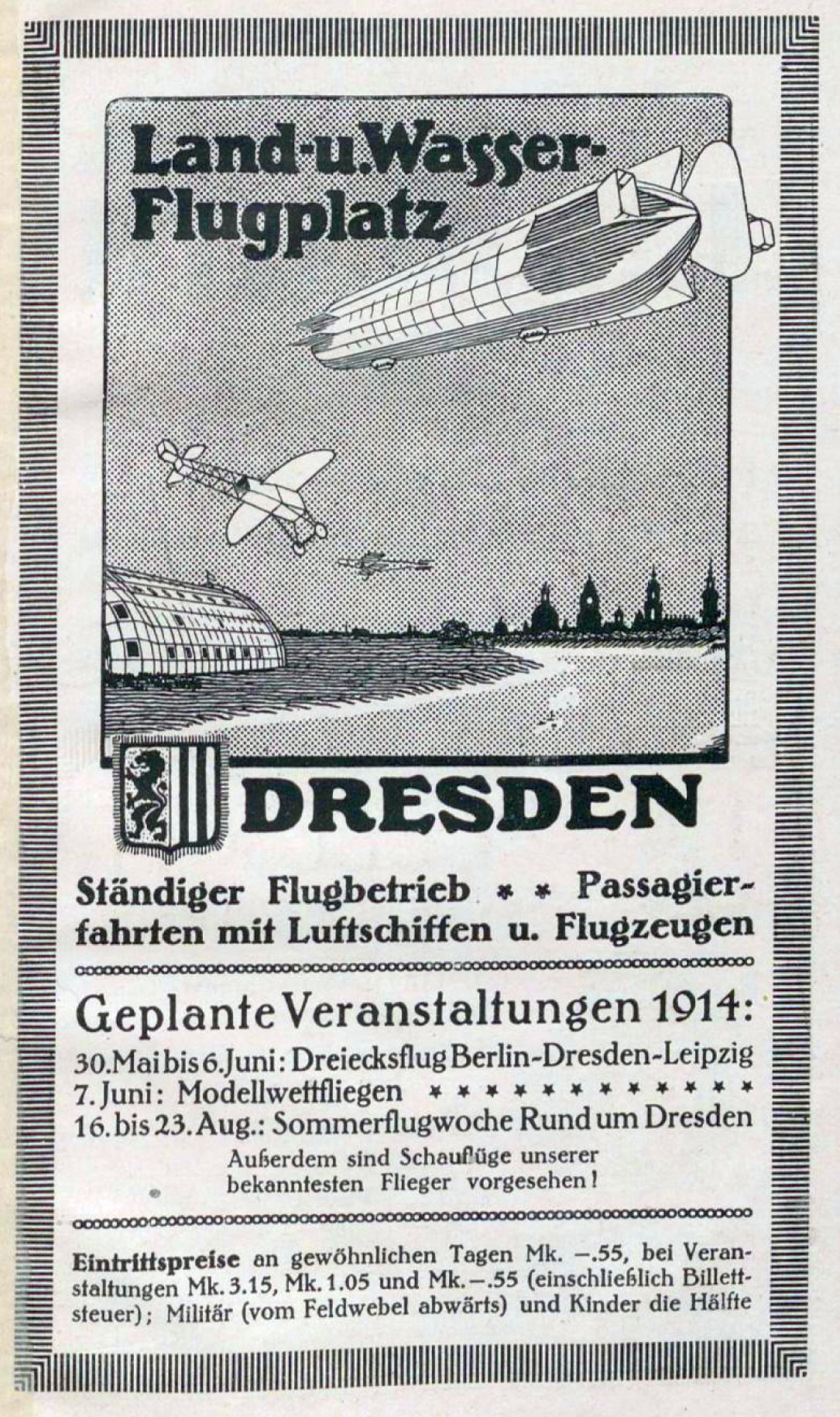
Werbung für den Besuch des Flugplatzes (1914)

Nach der Einweihung fanden bis zum Beginn des Ersten Weltkrieges regelmäßig Schauvorführungen sowohl mit Luftschiffen als auch Flugzeugen statt.
Vom 27. bis 31. Oktober 1913 unternahm LZ 17 mehrere Rundfahrten und am 31. Oktober zeigte der französische Kunstflieger Adolphe Pégoud mit seiner Blériot XI gemeinsam mit Willi Kanitz (mit einem Union-Pfeildoppeldecker) hier seine Flugkünste.
Von Oktober 1913 bis Dezember 1913 fanden insgesamt 207 Platzflüge statt, davon 161 mit Passagieren. 13 Überlandflieger wurden gezählt, außerdem war regelmäßig Hermann Reichelt zur Ausbildung seiner 12 Schüler in der Luft.
Da die Veranstaltungen, die an den Wochenenden stattfanden, sehr stark witterungsabhängig waren, gab es ein originelles System der aktuellen Information: Sowohl an Straßenbahnen und Vorverkaufsstellen wurden einfarbige Flaggen und Signalscheiben angebracht sowie am Turm des Dresdner Rathauses einfarbige Fahnen in den Farben Schwarz, Weiß und Rot des Kaiserreiches gehisst. Sie bedeuteten in diesen Fällen:
- schwarz: Veranstaltung fällt aus,
- weiß: Veranstaltungsdurchführung zweifelhaft und
- rot: Veranstaltung wird durchgeführt

Bis zum Ausbruch des Ersten Weltkrieges 1914 waren in Dresden-Kaditz mehrmals Luftschiffe zu Gast:
- 21. bis 24. Januar 1914 das Militärluftschiff M IV (System Groß-Basenach, Führung: Hauptmann von Jena)
- 12. März bis 29. Mai 1914 erneut das Parseval-Luftschiff PL 6 (mit einer Unterbrechung von ca. zwei Wochen – Aufenthalt in Leipzig –, Führung: Hauptmann a. D. Dinglinger) mit insgesamt 70 Aufstiegen und 1139 beförderten Personen
- 18. März bis Ende April 1914 das Militärluftschiff Z VII (LZ 22, Führung: Hauptmann Gaissert, nur Übungs- und Ausbildungsfahrten)
- 30. März 1914 das Militärluftschiff Z VI (ohne Landung, jedoch mit einem gemeinsamen Rundflug von Z VI und Z VII über Dresden)
- 22. April 1914 Militärluftschiff Z II mit Rückflug nach Gotha am gleichen Tag
- 5. Juli 1914 LZ 17 „Sachsen“ (400. Tour dieses Luftschiffes)
- 11. bis 29. Juli 1914 LZ 13 „Hansa“ mit mehreren Passagier-Rundflügen (am 29. Juli der letzte zivile Einsatz von LZ 13)

Am 2. Mai 1914 legte bei einer Auffahrt des PL 6 unter Aufsicht von Hauptmann a. D. Dinglinger ein Fräulein Riolette ihre letzte Prüfung als Luftschiffführerin nach insgesamt 30 Fahrten und einem wissenschaftlichen Examen ab und erhielt als wahrscheinlich erste Frau der Welt den offiziellen Befähigungsnachweis einer Luftschiffführerin.
Bedingt durch den milden Winter 1913/14 gab es nahezu an jedem Wochenende Flugveranstaltungen mit und ohne Passagiere, für die sich Hermann Reichelt und der Flugplatzdirektor Albert Meyer engagierten. Höhepunkte waren auch die Testflüge Hermann Reichelts, der in seiner AERO Fliegerschule GmbH auch junge Flieger ausbildete. Auch der Kunstpilot Pierre Chanteloup mit seinem Caudron-Doppeldecker und der Fallschirmspringer Thomik waren in Kaditz zu Gast. Rudolf Schöpp demonstrierte seine Fallschirmkonstruktion im März 1914 und am 31. März 1914 war Alfred Friedrich mit seiner Etrich-Taube zu Gast und demonstrierte Sturz- und Kurvenflüge. Zu den tragischen Zwischenfällen dieser Veranstaltungen gehörte allerdings auch der Tod Hermann Reichelts, der gemeinsam mit seiner Schwägerin am Karfreitag 1914 (10. April) in Kaditz abstürzte und dabei ums Leben kam.
Am 11. Mai 1914 fand erst- und zunächst einmalig eine Flugpostbeförderung zwischen Dresden und Leipzig statt, bei der von Dresden aus mit zwei DFW-Tauben 32.605 eigens für dieses Ereignis hergestellte Luftpostkarten nach Leipzig und am gleichen Nachmittag 11.314 Luftpostkarten mit einer der beiden Tauben nach Dresden transportiert wurden. Sie wurden für dieses Ereignis eigens gedruckt und in beiden Städten verkauft, erhielten allerdings jeweils den gleichen Motiv-Sonderbriefstempel. Sie konnten ab 4.–10. Mai in normale Briefkästen eingeworfen werden, oder bis jeweils zwei Stunden vor Start in diejenigen, die sich an den jeweiligen Flugplätzen befanden, eingeworfen werden.
In den ersten Monaten des Jahres 1914 besuchten 115.200 Personen den Flugplatz in Kaditz. An 68 Aufstiegen der LZ „Sachsen“ und „Hansa“ nahmen 593 Fahrgäste teil. 473 Flugzeuge starteten an 110 Flugtagen. 182 Roll- und Flugübungen von Flugschülern fanden statt und eine Pilotenprüfung wurde abgelegt. Es gab sechs Unfälle und zwei Tote (darunter der Tod von Hermann Reichelt) zu beklagen. Die letzte zivile Flugveranstaltung war am 25. und 26. Juli 1914, bei der die Flieger Fokker und Kuntner mit ihren Fokker-Eindeckern auftraten.
Mit Beginn des Ersten Weltkrieges am 1. August 1914 wurde der gesamte städtische Flugplatz von der Militärverwaltung besetzt. Alle zivilen Flüge mussten eingestellt werden. Die Poststation wurde Garnisonsverwaltung. Bereits im April 1914 hatte der Bau einer Militärluftschiffhalle begonnen und im Mai hatte das Kriegsministerium den Bau einer Gaserzeugungsanlage für die Herstellung von Wasserstoffgas angeordnet. 1915 wurde angrenzend an den städtischen Bereich die 184 Meter lange und 35 Meter breite Militärluftschiffhalle in Betrieb genommen. Hinzu kamen Werkstätten und Unterkunftsräume für die hier stationierten Soldaten. Alle Versuche der Stadt Dresden, den Kaditzer Flugplatz zumindest zeitweise wieder für Veranstaltungen zu nutzen, scheiterten am Einspruch der Militärs, ebenso die geplante Einführung einer Luftpostverbindung zwischen Dresden und Leipzig.
Erst am 28. September 1918 wurde der Flugplatz an die städtischen Behörden zurückgegeben, während die städtische Luftschiffhalle vorerst noch unter militärischer Verwaltung verblieb.
Aus Anlass der Weimarer Nationalversammlung wurde ab 23. März 1919 ein Kurierdienst zwischen Dresden und Weimar eingerichtet. Am 3. August 1919 fand die erste große Flugveranstaltung nach dem Krieg statt, an der mehrmotorige Großflugzeuge, Postflugzeuge und Kurier-Einsitzer teilnahmen.

## 1920 bis 1926

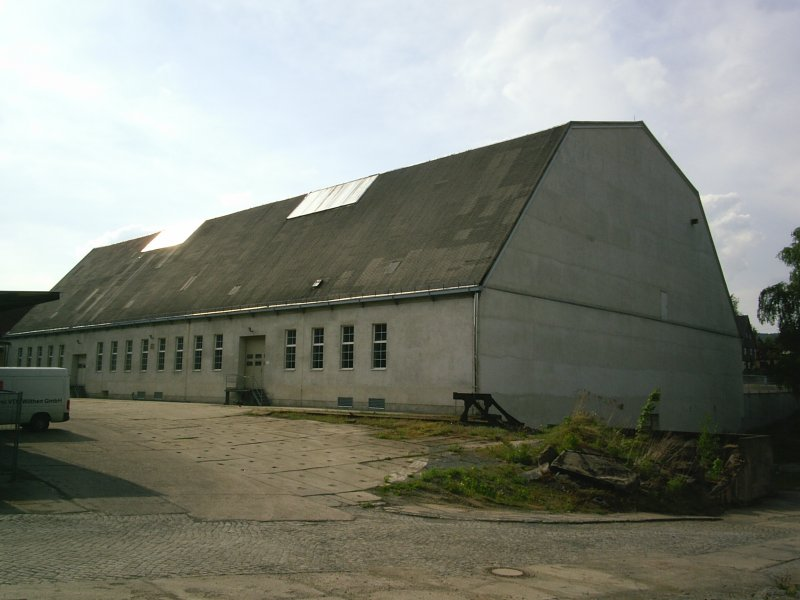
Nach Wilthen umgesetzter Teil der ehemaligen Luftschiffhalle (2006)

Das Jahr 1920 brachte Dresden, wie auch anderen Städten das endgültige Ende der Luftschifffahrt. Auf Beschluss der ehemaligen Kriegsgegner mussten beide Luftschiffhallen, die Flugzeugschuppen sowie die meisten Nebengebäude bis auf einen Meter unter Geländekante abgetragen werden. Lediglich ein Flugzeugschuppen durfte erhalten bleiben und konnte ab 1921 wieder genutzt werden. Auf einem Großteil des ehemaligen Flugplatzgeländes entstanden nun Sportplätze und Gärten. Weitere Gebäude, darunter die Gasanstalt, wurden vom Kaditzer Unternehmen Koch & Sterzel übernommen. Die städtische Zeppelinhalle erwarb ein Wilthener Unternehmen und ließ sie auf ihr Betriebsgelände umsetzen, wo sie noch heute als Lagerraum des Hardenberg-Wilthener Tochterunternehmens Santa Barbara dient.
Der Flughafen wurde nach den Abrissen in den Jahren 1921 und 1922 rekonstruiert. Teile des Geländes wurden bereits als Sport- und Spielplätze genutzt. Die Umgestaltung und Verkleinerung war notwendig geworden, alles nicht unbedingt erforderliche an Flächen musste aufgegeben werden. Größere geplante Umbaumaßnahmen, wie etwa die Erneuerung der Umplankung des Flugplatzes, die Verlegung des Flugzeugschuppens in die Nähe der Landebahn und der Anbau von Aufenthaltsräumen für Passagiere und Personal unterblieben jedoch, da die erforderlichen zwei Millionen Reichsmark durch die Stadt nicht aufzubringen waren und eine Förderung aus einem Reichsfond zwar bewilligt wurde, jedoch ausblieb.
Dennoch konnte ab dem 1. Februar 1921 Dresden in das Luftpostnetz einbezogen werden. Täglich verkehrte ein Flugzeug der Deutschen Luft-Reederei zwischen Berlin und Dresden, ab 30. Mai eine Maschine der Deutschen Aero Lloyd auf der Strecke Hamburg – Magdeburg – Leipzig – Dresden. Der Luftpostverkehr zwischen Berlin und Dresden wurde während des Eisenbahnerstreiks vom 3. bis 10. November 1922 noch verstärkt. Zeitweilige reine Passagierverbindungen gab es nach Leipzig, Magdeburg, Hannover, Berlin, Hamburg und Bremen.
Gleichwohl waren die Probleme nicht zu lösen: Der Flugplatz war in einem erbarmungswürdigen Zustand, die inzwischen teilweise auf seinen Flächen entstandenen Spiel- und Sportplätze standen den wachsenden Anforderungen an die Flugsicherheit entgegen, die Umzäunung war mehrfach durch Hochwasser beschädigt worden. Die Heranführung einer Autostraße oder einer Straßenbahn scheiterte ebenfalls an den Kosten. So wurde nach einem neuen Standort gesucht und 1922 am Dresdner Heller gefunden.
1923 wurde der Flugplatz zwar außer Betrieb genommen, musste jedoch am 7. April 1924 nach Reparaturen erneut in Betrieb genommen werden, da sich die Erschließung am Heller als sehr zeitaufwendig herausstellte.
Im August 1924 erfolgte abermals der Anschluss an das Luftpostnetz und Junkers Flugverkehr bediente werktags die Strecken Berlin – Dresden und München – Fürth – Dresden. Anlässlich der Aufnahme des Flugverkehrs Dresden – München wurde der Name Lufthansa bei der Eröffnungsfeier im Dresdner Rathaus für eine neue geplante Gesellschaft kreiert.
1925 unterhielt Junkers Flugverkehr trotz der schwierigen Bedingungen in Kaditz vier Fluglinien von und nach Dresden. Verbindungen bestanden nach Leipzig, Berlin, Kopenhagen, Malmö, Breslau, Erfurt, Kassel, Dorsten, Görlitz und Essen.

## Schließung und Nachnutzung
Am 12. April 1926 konnte nach vielen Verzögerungen der neue Flughafen Dresden-Heller in Betrieb genommen werden. Am 26. April 1926 wurde in Kaditz ein „Abschlussflugtag“ durchgeführt und am 5. Juli der Linienverkehr endgültig eingestellt. Es gab noch einige kleinere Flugveranstaltungen, bis im September 1927 der Platz endgültig geschlossen wurde. Die noch verbliebenen Flugplatzeinrichtungen wurden abgebaut, und soweit sie nicht am Heller Nachnutzung fanden, verschrottet.
Allerdings landeten Piloten vereinzelt in den Folgejahren ohne Erlaubnis auf dem verbliebenen Flugfeld. Grund waren die auftretenden Böen bei über 28 °C am Hellerflugplatz, die etwaige Zwischenlandungen dort äußerst kompliziert machten. Allerdings wurde dies immer seltener und auch immer gefährlicher. Ein genaues Datum eines letzten Starts in Kaditz ist derzeit nicht bekannt.
Erst 1935 stand mit dem Flughafen Dresden in Klotzsche, dem dritten Flughafen Dresdens, ein auch zum Flugplatz am Dresdner Heller adäquater Ersatz für die zivile Luftfahrt zur Verfügung.
Heute erinnert nur der Name Kleingartenverein Flugplatz Übigau e. V., der sich westlich der Washingtonstraße auf Teilen der ehemaligen Flugplatzflächen befindet, an diese Nutzung. Kuriosum ist, dass dieser Kleingartenverein tatsächlich ein Flurstück der Dresdner Gemarkung Übigau und gleichermaßen auch einen Teil des ehemaligen Flugplatzes Dresden-Kaditz nutzt, es einen Flugplatz Übigau jedoch nie gegeben hat.